# Айкарт
„Айкарт“ АД (изписвана на английски: iCard AD) е българска компания за електронни пари, оперираща на местния и международни пазари. Централата на компанията е във Варна.
Лицензирана е от Българската народна банка като дружество за електронни пари съгласно директива 2009/110/ЕС с лиценз № 4703 – 5081/25 юли 2011 г. и оперира на територията на Европейския съюз и Европейската икономическа зона. Член е на международните и локални картови организации и платежни системи Visa, Mastercard, American Express, UnionPay, JCB, БОРИКА, Bancontact, iDeal, Swisscard, SWIFT, SEPA и др.

## Дейност
Компанията управлява много от финансови продукти и предлага услуги по приемане и обработване на плащания, издаване и персонализация на дебитни, кредитни и предплатени карти, сметки за електронни пари, платежни решения, ATM услуги и др.
Най-популярните ѝ продуктите са: iCard, iCard Business, GiftCard, iCard Credit, iCard Direct, iCard ATM.

## История
Компанията е учредена през 2007 година от Христо Георгиев и регистрирана под името „Интеркарт Файнанс“.
През 2008 година компанията получава членство в Mastercard. Това ѝ позволява да започне издаване на платежни карти и обработване на плащания на картовата схема.
Лицензирана е от БНБ като дружество за електронни пари през 2011 година. Членство в JCB получава през 2012 година, с което придобива правото да издава карти и да обработва плащания на тази организация. През 2017 година дружеството започва да приема плащания с AMEX платежни карти и междувременно се интегрира с платежната система SEPA Instant Credit Transfers.
„Интеркарт Файнанс“ е преименувано на „Айкарт“ през 2015 г.
В компанията работят над 300 души, в областите високи технологии и IT, маркетинг и продажби, управление на риска и др.
През 2018 година водещият продукт на компанията дигиталният портфейл iCard надминава 1 000 000 изтегляния от Google Play и успява да се задържи за повече от месец на първа позиция в категория „Финансови приложения“ за операционна система „Андроид“ в България.
През септември 2017 година „Айкарт“ АД провежда представително проучване в България на тема „Потребителски опит и нагласи към финансовите и платежни услуги“. На пресконференция „Айкарт“ споделя пред медиите и широката публика резултатите от проучването. Важно откритие на проучването е, че едва 2.00% от населението над 18 г., което живее в градовете, ползва активно интернет и смартфон, посочва, че ползва дигитален портфейл.
В началото на 2019 „Айкарт“ пуска на пазара ново високо-технологично финансово решение за бизнес клиенти – iCard Business.
През март 2019 iCard се интегрира с платежния метод за директно банково разплащане Trustly-Испания и Trustly-EU.